# Pauls Social Club
Pauls Social Club, van 2022 tot en met 2023 uitgezonden onder de titel Knoop & De Leeuw, is een Nederlands praatprogramma gemaakt met en door mensen met een verstandelijke beperking, dat wordt uitgezonden door de NTR op NPO 1. De presentatie van het programma is in handen van Paul de Leeuw.

## Format
In het programma ontvangt presentator Paul de Leeuw iedere avond gasten zowel met als zonder verstandelijke beperking om samen met humor terug te blikken op grote en belangrijke momenten van het afgelopen jaar. Naast bijzondere gesprekken komen er ook muzikale optredens voorbij die worden bijgestaan door de huisband Wimpie & de Domino's.
Niet alleen voor de schermen, maar ook erachter, bestaat het team deels uit mensen met een beperking; onder andere redacteuren, opnameleiders en visagisten.

## Seizoensoverzicht
| Seizoen | Uitzendtijden                         | Aantal afleveringen | Start seizoen    | Start seizoen | Einde seizoen    | Einde seizoen | Gemiddelde kijkcijfers |
| Seizoen | Uitzendtijden                         | Aantal afleveringen | Datum            | Kijkcijfers   | Datum            | Kijkcijfers   | Gemiddelde kijkcijfers |
| ------- | ------------------------------------- | ------------------- | ---------------- | ------------- | ---------------- | ------------- | ---------------------- |
| 1       | Maandag t/m vrijdag 19:00 – 19:45 uur | 5                   | 19 december 2022 | 586.000       | 23 december 2022 | 596.000       | 541.600                |
| 2       | Zaterdag 19:05 – 19:50 uur            | 5                   | 25 november 2023 | 447.000       | 23 december 2023 | 437.000       | 454.000                |
| 3       | Zaterdag 19:05 – 19:50 uur            | 8                   | 7 september 2024 | 268.000       | 26 oktober 2024  | 287.000       | 301.750                |

## Achtergrond

### Geschiedenis
Televisieomroep NTR is al jaren bezig met het in de aandacht brengen van mensen met een verstandelijke beperking. Van 1990 tot en met 2012, voor de fusie als televisieomroep Teleac, maakte ze jaarlijks het televisieprogramma Knoop in je Zakdoek waarin mensen met een beperking in diverse spellen het tegen elkaar opnamen. Van 2009 tot en met 2020 volgde ze met het programma Knoop Gala waar presentator Paul de Leeuw kandidaten met een verstandelijke beperking ontving die gingen optreden met bekende Nederlandse artiesten, waaronder Frans Bauer, Gerard Joling en Chantal Janzen.

### Start
Op woensdag 30 november 2022 maakte de NTR bekend dat Knoop & De Leeuw het nieuwe "Knoop"-programma zou worden dat zich gaat focussen op mensen met een verstandelijke beperking; zowel voor als achter de schermen werken er mensen met een beperking aan het programma mee. Tevens maakte ze bekend dat Paul de Leeuw terug zou keren als presentator, eerder presenteerde hij ook Knoop Gala.

### Ontvangst
Het programma werd een week lang dagelijks op werkdagen uitgezonden om zeven uur 's avonds bij de NTR op NPO 1. De eerste aflevering werd uitgezonden op 19 december 2022 en werd bekeken door 586.000 kijkers, daarmee was het het veertiende best bekeken programma van die dag. Het seizoen sloot op 23 december 2022 af met 596.000 kijkers. Wegens de relatief goede kijkcijfers werd het programma verlengt met een tweede seizoen. Het tweede seizoen werd vijf weken lang op de zaterdagavond uitgezonden worden, in plaats van vijf dagen doordeweeks zoals het eerste seizoen. 
In de zomer van 2024 maakte de NTR bekend dat het programma terug zou keren voor een derde seizoen en daarbij de titel van het programma zou veranderen: van Knoop & De Leeuw naar Pauls Social Club. Dit derde seizoen zal opgenomen worden in de studio van het AVROTROS-programma Eva, in De Hallen in Amsterdam.